# Psydrax schimperiana
Psydrax schimperiana är en måreväxtart som först beskrevs av Achille Richard, och fick sitt nu gällande namn av Diane Mary Bridson. Psydrax schimperiana ingår i släktet Psydrax och familjen måreväxter.

## Underarter
Arten delas in i följande underarter:
- P. s. occidentalis
- P. s. schimperiana